# Edna Merey-Apinda
 (avril 2010).
Si vous disposez d'ouvrages ou d'articles de référence ou si vous connaissez des sites web de qualité traitant du thème abordé ici, merci de compléter l'article en donnant les références utiles à sa vérifiabilité et en les liant à la section « Notes et références ».
Edna Merey-Apinda, née à Libreville le 11 septembre 1976, est une écrivaine gabonaise. À la sortie de son premier roman en octobre 2004, elle a été considérée comme la benjamine des écrivains gabonais. Elle est ultérieurement reconnue comme une tête de proue de la deuxième génération d'autrices gabonaises.

## Biographie
Edna Merey-Apinda a grandi à Port-Gentil, au Gabon, entourée de ses six frères et sœurs, élevée par un père cadre administratif et une mère sage-femme. L'amour des livres lui vient de son père, passionné de littérature, qui dès son plus jeune âge lui en offre en cadeau. Élève au lycée d'État de Port-Gentil, elle s'envole à 16 ans pour un internat en Lozère, dans le sud de la France, où elle passe son baccalauréat littéraire avant d'entamer des études supérieures dans une école de commerce, à Toulouse.
Elle vit désormais à Port-Gentil, où elle travaille dans une compagnie pétrolière.

## Œuvres
- Les aventures d'Imya, petite fille du Gabon, roman, Paris, L'Harmattan, collection Jeunesse, 2004
- Ce soir je fermerai la porte, recueil de nouvelles, Paris, L'Harmattan, 2006
- Garde le sourire, roman pour adolescents, Paris, Le Manuscrit, 2008
- Des contes pour la lune,  recueil de contes, St Maur, éditions Jets d'Encre, août 2010
- Ce reflet dans le miroir St Maur, Jets d'Encre, 2011
- Les aventures d’Imya, petite fille du Gabon, œuvre de littérature destinée à la jeunesse
- Ce soir je fermerai la porte, met en exergue les relations mères-filles
- Garde le sourire, seconde œuvre pour la jeunesse, dans laquelle il est question de la douleur de l’exil et de l’éloignement
- Des Contes pour la lune
- Mon Coéquipier, Paperback, Large Print, 20 Janvier 2020[5];